# سير عشوائي

Example of eight random walks in one dimension starting at 0. The plot shows the current position on the line (vertical axis) versus the time steps (horizontal axis).

السير العشوائي هو تعبير رياضي رسمي لطريق ينتج عن توالي مجموعة من الخطوات العشوائية.